# Manuel Busquets George

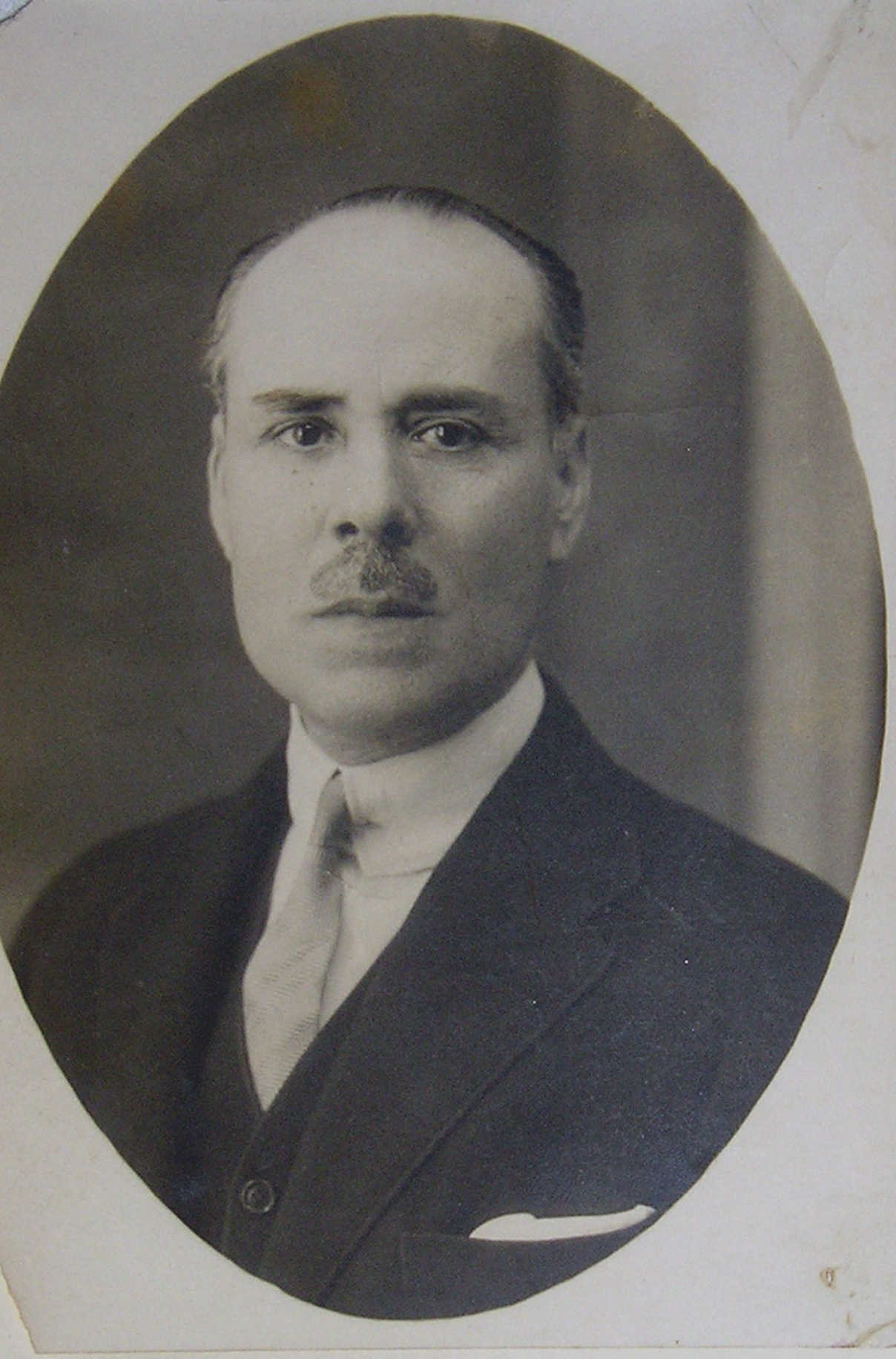
Manuel Busquets George

Manuel Busquets George (1872-1955) fue un hombre de negocios que presidió la Sociedad Editora Universal, propietaria de un grupo de periódicos de gran influencia durante los años 20 y 30 del siglo XX, entre los cuales destacaron Heraldo de Madrid y El Liberal de Madrid. Manuel fue el más destacado de los hermanos Busquets, que mantenían una sociedad con este nombre desde que su padre y su tío, Joan y Josep Busquets Llinàs, la formaron en Cuba durante el siglo XIX.

## Biografía
Manuel Busquets George, presidente de la Sociedad Editora Universal. Nació en Barcelona en 1872. Estudió en Francia y muy pronto tuvo contacto con el mundo editorial a través de la revista Pluma y Lápiz editada por Busquets Hermanos en 1893. A principios del siglo XX se incorpora al periódico El Diluvio, de su cuñado Manuel de Lasarte, donde desarrolla un suplemento ilustrado semanal durante varios años. Al mismo tiempo participa en los negocios familiares relacionados con el petróleo y sus derivados que lideraba su hermano mayor, Gaspar Busquets George. Esta actividad fue la que dio lugar a la entrada de los Busquets en la propiedad de la Sociedad Editora Universal a través del suministro de tinta que el grupo de periódicos adeudaba.
Manuel Busquets se casó con Henriette Salomó Cauvet, nacida en Perpignan y a la que habría conocido en sus estancias en el país vecino. Con ella tuvo a sus hijos Manuel, Enric, Amparo, Concha, Alfonso y Enriqueta. En 1937 se unió a Amelia Fúnez, con la que tuvo a su hijo Juan Manuel. Manuel Busquets multiplicó su actividad con la presidencia de la Sociedad Editora Universal, que se sumó a su liderazgo en Busquets Hermanos una vez fallecido su hermano Gaspar en 1925. Al frente de la sociedad, Manuel Busquets dio amplias libertades a los directores de los periódicos, aunque no se abstuvo de intervenir cuando sus intereses particulares estaban en juego. Fue el caso de la constitución del monopolio de petróleos en España en 1927, que afectó su actividad en el sector. Heraldo de Madrid publicó una serie de artículos en portada defendiendo el punto de vista de los distribuidores privados de productos petrolíferos que habían de verse afectados por la decisión.
Políticamente, Manuel Busquets no militó en ningún partido político ni tuvo cargos de representación como sí había tenido su padre en la Diputación de Barcelona por el partido conservador. Manuel Busquets simpatizó, en cambio, con las ideas liberales, republicanas y federalistas que difundía El Diluvio y que compartían Heraldo de Madrid y el resto de periódicos del grupo editorial. En sus discursos ante el consejo de administración de la sociedad queda meridianamente claro su apoyo al régimen republicano y al mismo tiempo las distancias que marca con los gobiernos de turno para no comprometer la independencia de sus periódicos. Manuel Busquets se distinguió como hombre de empresa con un estilo de gestión riguroso pero al mismo tiempo ambicioso en sus metas, como la expansión de sus negocios petroleros con sus derivados de lubricantes, insecticidas, fertilizantes y farmacéuticos. Su personalidad como empresario también le llevó a cuidar especialmente las relaciones laborales en una etapa política en que su apuesta por una república le llevó a aliarse con periodistas y trabajadores simpatizantes de los partidos de izquierda.
Durante la guerra civil, sin embargo, no se escapó de la demonización de los capitalistas que hicieron los anarquistas y su vida estuvo en serio peligro al ser arrestado por la FAI. Su salida de España fue posible por la intervención de su yerno, Camille Arnoult, en nombre de la Cruz Roja internacional. Se instaló los primeros años en Marsella, donde llegó a montar una pequeña fábrica de tinta. Pero la invasión alemana de Francia le llevó hasta el pueblo pirenaico de Bagneres de Bigorre, desde donde siguió las gestiones para superar el proceso de responsabilidades políticas que se llevaba a cabo en España con representación de su hija Enriqueta Busquets Salomó.
La depuración política se saldó con una multa de 5000 pesetas y, retornado a España en 1947, Busquets se dedicó a intentar recuperar sus negocios pagando altos peajes. Fue imposible recuperar el activo de la Sociedad Editora Universal, incautado por Falange, salvo el edificio de la céntrica calle Marqués de Cubas, que, al fin, sería vendido al Banco de España y donde el banco emisor llevó a cabo una ampliación de sus instalaciones con la finca. Manuel Busquets pasó sus últimos años en Canet de Mar, en su finca del Grau. Hizo donación al municipio de unos terrenos en los que se construyeron pisos de protección oficial, por lo que se dio su nombre a una calle del pueblo. Murió en 1955.